# Darin at the Copa
| Recensione | Giudizio |
| ---------- | -------- |
| AllMusic   |          |

Darin at the Copa è un album dal vivo del cantante statunitense Bobby Darin, pubblicato dall'etichetta discografica Atco Records nell'agosto del 1960.

## Tracce

### LP
Lato A
1. Medley – 2:12
2. Some of These Days (Arrangiamento di Richard Wess) – 2:34 (Shelton Brooks)
3. Mack the Knife (Arrangiamento di Richard Wess) – 2:58 (testo: Marc Blitzstein – musica: Kurt Weill, Bert Brecht)
4. Love for Sale (Arrangiamento di Bobby Scott) – 3:02 (Cole Porter)
5. Clementine (Arrangiamento di Richard Wess) – 3:12 (Woody Harris)
6. You'd Be So Nice to Come Home To (Arrangiamento di Richard Behrke) – 2:09 (Cole Porter)
7. Dream Lover (Arrangiamento di Richard Wess) – 2:04 (Bobby Darin)

Lato B
1. Bill Bailey (Arrangiamento di Bobby Scott) – 2:02 (Tradizionale)
2. I Have Dreamed (Arrangiamento di Buddy Bregman) – 2:06 (testo: Oscar Hammerstein II – musica: Richard Rodgers)
3. I Can't Give You Anything But Love (Arrangiamento di Buddy Bregman) – 2:14 (testo: Dorothy Fields – musica: Jimmy McHugh)
4. Alright, O.K., You Win – 4:49 (Sid Wyche)
5. Medley (Arrangiamento di Richard Behrke) – 3:29
6. I Got a Woman – 3:53 (Ray Charles)
7. That's All (Arrangiamento di Richard Wess) – 2:06 (testo: Alan Brandt – musica: Bob Haymes)

- Sull'album originale il brano I Have Dreamed è attribuito a Lorenz Hart e Richard Rodgers
- Durata brani (non accreditati sull'album originale) ricavati dalla raccolta su CD della Real Gone Music (RGMCD059)

## Musicisti
- Bobby Darin - voce
- Richard Behrke - conduttore orchestra, pianoforte
- Paul Shelley's Copacabana Orchestra
- Ronnie Zito - batteria

Note aggiuntive
- Bobby Darin - arrangiamenti (brani: Swing Low, Sweet Chariot / Lonesome Road e Bill Bailey)
- Richard Behrke - arrangiamenti (brani: You'd Be So Nice to Come Home To e By Myself / When Your Lover Has Gone)
- Buddy Bregman - arrangiamenti (brani: I Have Dreamed e I Can't Give You Anything but Love)
- Richard Wess - arrangiamenti (brani: Swing Low, Sweet Chariot / Lonesome Road, Some of These Days, Mack the Knife, Clementine, Dream Lover e That's All)
- Bobby Scott - arrangiamenti (brani: Love for Sale e Bill Bailey)
- Ahmet Ertegun e Nesuhi Ertegun - supervisori e produttori
- Registrato dal vivo il 15 e 16 giugno 1960 al Jules Podell's Copacabana Club di New York City, New York
- Tom Dowd e Phil Ieble - ingegneri delle registrazioni
- Curt Gunther-Topix - fotografia copertina album[4]